# Cheval arabe dans la culture

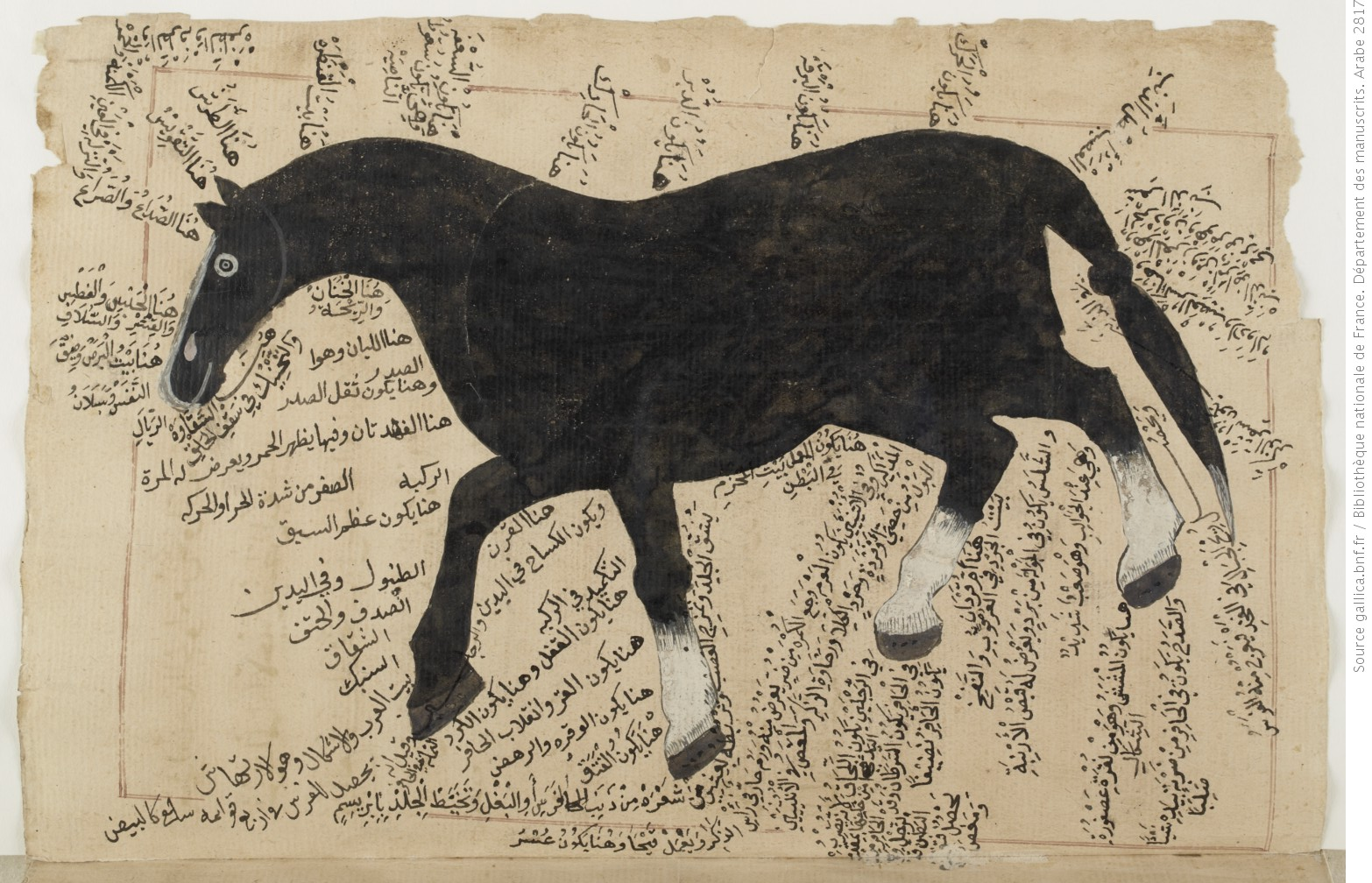
Manuscrit d'hippiatrie arabe daté de 1670, vraisemblablement d'origine égyptienne, détaillant les noms des parties du corps du cheval.

Le cheval arabe, que ce terme désigne la race Arabe au sens strict, ou tous les chevaux élevés par les peuples musulmans, est l'équidé le plus présent et le plus célébré dans la culture humaine.
La culture musulmane voue une quasi-vénérations à ces chevaux, dont la création est racontée dans des textes canons du Coran et dans des hadîths mettant en scène Ismaël et le roi Salomon. La poésie arabe, en particulier, accorde aux chevaux une position centrale, à travers de nombreuses métaphores qui le comparent au vent et à d'autres éléments naturels, mettant en valeur sa vitesse et sa bravoure au combat.
Les chevaux du monde musulman inspirent aussi des oeuvres d'art européennes orientalisantes, ainsi que les romans et films américains de L'Étalon noir, évoquant un foisonnant imaginaire lié au désert.

## Contextualisation

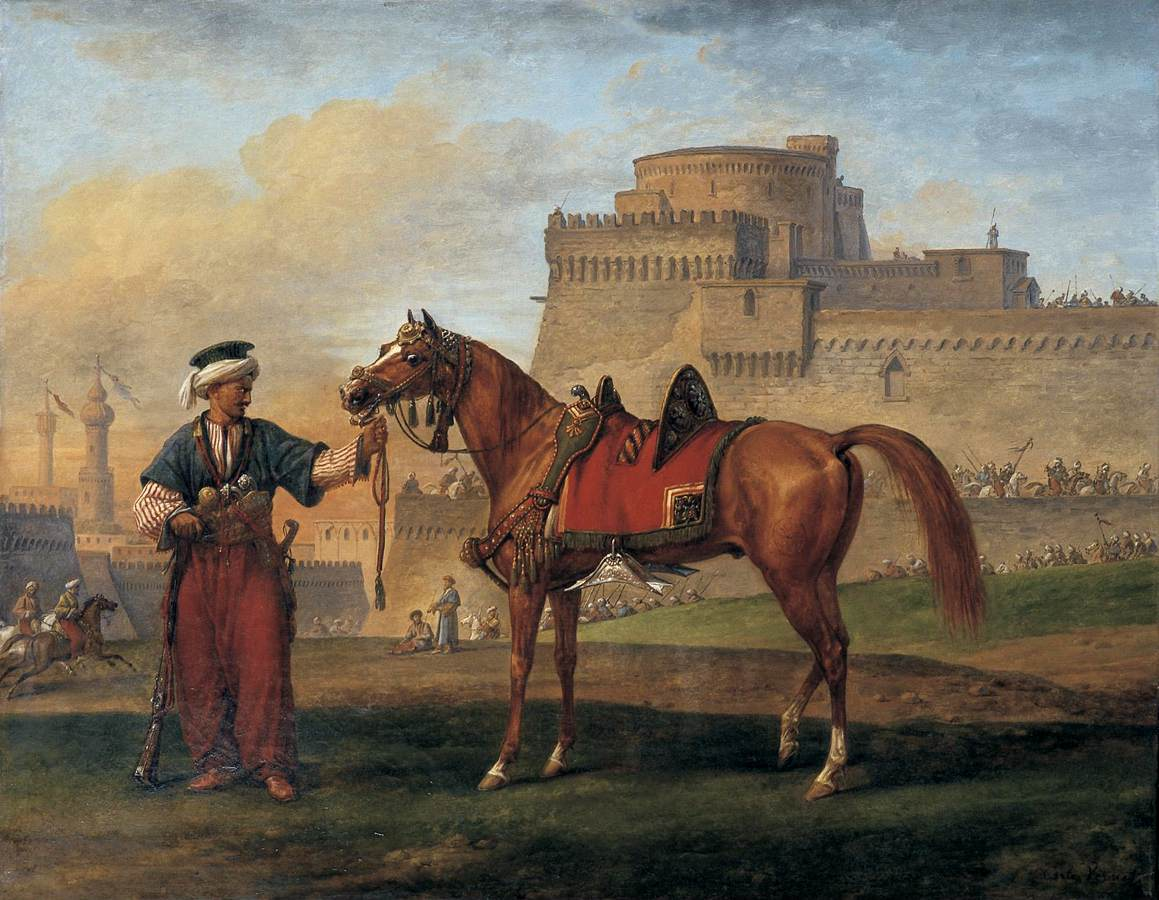
Mamelouk guidant son cheval par Carle Vernet, fin XVIII.

La culture musulmane se caractérise par le respect et l'amour, proches d'une vénération, qui y sont portés au cheval, un animal considéré comme noble,,. Pour la Dr en littérature comparée Bernadette Rey Mimoso-Ruiz, cette noblesse découle, d'une part, de sa fonction de marqueur social pour l’aristocratie bédouine, et d’autre part, de son rôle religieux, à l'exemple du Bouraq qui permet le voyage nocturne de La Mecque à Jérusalem et l'ascension vers le Paradis. D'après le docteur en littérature Ahmed Chaouki Binebine (Palais royal de Rabat), l'écriture arabe classique dispose d'un champ lexical de plus de 500 mots pour décrire les concepts liés aux chevaux, allant de pair avec l'intérêt précocement porté à leur généalogie.
Les nuances de la pensée arabe, dans laquelle s'entremêlent mythologie, légendes, faits et poésie, sont notoirement difficiles à comprendre et à appréhender par la pensée européenne.
Si le cheval fait partie intégrante de cette culture arabe dès les temps pré-islamiques, c'est surtout durant les cinq premiers siècles après l'hégire qu'il inspire un grand nombre d'oeuvres littéraires. Les plus anciennes relèvent de la lexicographie et de la généalogie, à travers les Kutub al-khayl (« Livres des Chevaux ») qui recensent des noms de chevaux célèbres,. D'autres relèvent de la furûsiyya (art de l'équitation de guerre) ou d'œuvres qui, typiquement, débutent par des citations du Coran et des hadîths, et se poursuivent par des connaissances vétérinaires. L'art équestre islamique prend forme à partir du VIIIe siècle. L'écrivain et politicien égyptien Wacyf Boutros-Ghali (1878–1958) décrit une Tradition chevaleresque des Arabes qu'il compare à la chevalerie européenne, en prenant pour bases les mœurs et coutumes, l'ascendance ancestrale et morale, l'estime pour les femmes, les chevaux et les armes, et surtout l'honneur.
Durant la majeure partie de leur histoire, les pasteurs cavaliers du monde musulman ne distinguent pas leurs chevaux par race, mais par usage : les chevaux de moindre valeur fournissent du portage, du lait et de la viande ; seuls les meilleurs animaux servent à l'équitation. Parmi ceux-ci, l'élite est constituée des chevaux de chasse et de razzia.
Le lendemain du 11 septembre 2001, le Koweïtien Suleiman Abu El Ghayt, porte-parole officiel d’Oussama ben Laden, emploie l'image des « Chevaux de Dieu », présente dans un hadith, pour désigner le djihad durant une allocution diffusée sur Al Jazeera :

« Ceci est mon dernier appel que j’adresse à la nation du milliard, à la nation de l’Islam, à la nation du jihâd, la nation de Mahomet et des descendants d’Abou Bakr, Oma et Khalid Ibn Al Walid. Je dis « Volez, chevaux de Dieu, volez, chevaux de dieu, volez, chevaux de Dieu » »

— Suleiman Abu El Ghayt

### Valorisation culturelle de la race

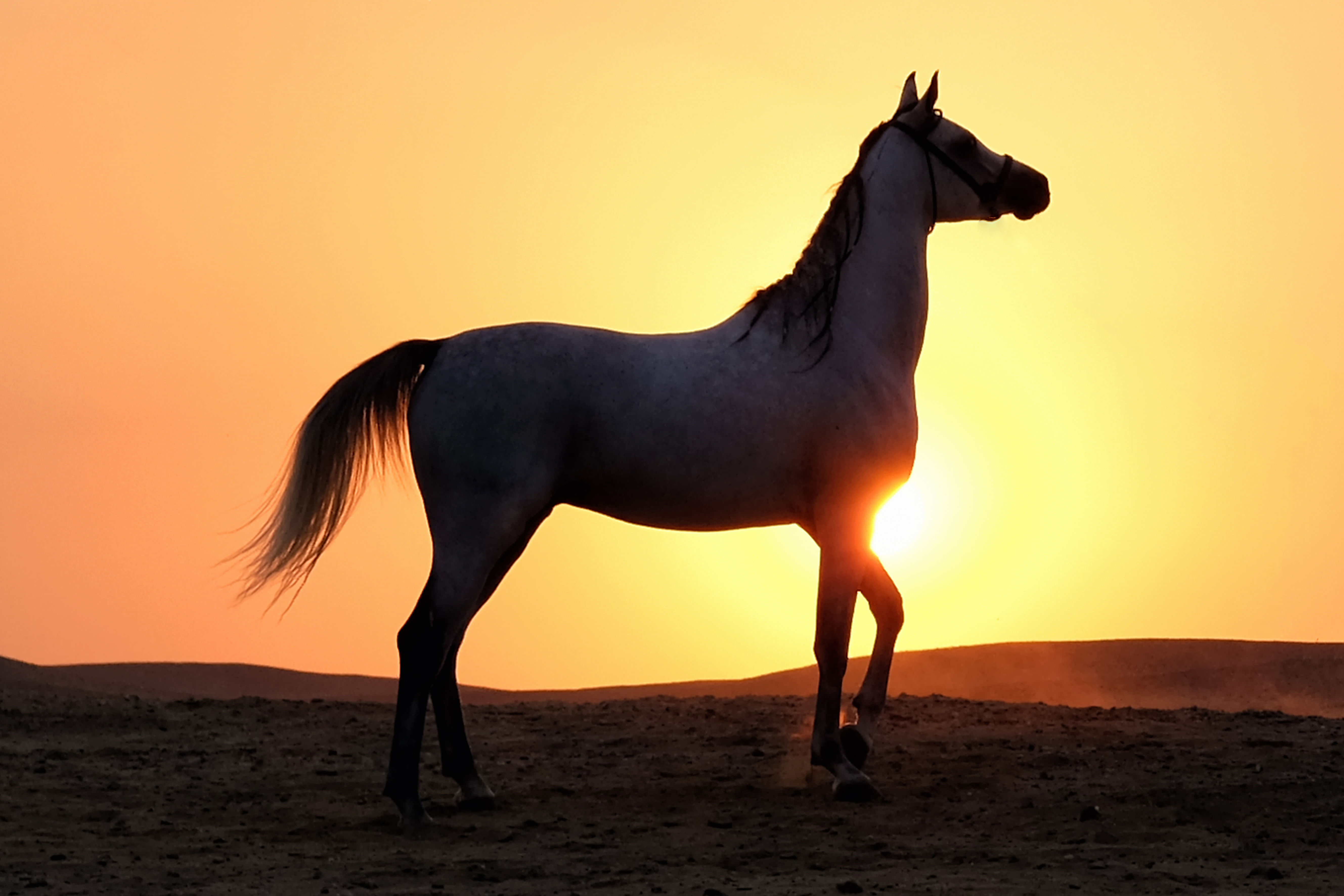
Silhouette d'un cheval arabe en Égypte.

En termes de sémantique dans le monde occidental, et ce aussi bien en anglais qu'en français, le mot « Arabe » se réfère soit à une personne humaine parlant la langue arabe, soit à une race de chevaux, qui incarne un aspect vital dans la culture humaine du même nom. Selon le Centre national de ressources textuelles et lexicales (CNRTL), la plupart des dictionnaires généralistes des XIXe et XXe siècles emploient le mot « arabe » par ellipse pour désigner le « cheval arabe ».
Cette race Arabe évoque le désert et le mythe. Elle est très souvent qualifiée de « plus beau cheval du monde » par différents auteurs, une réputation que confirme l'expansion de son élevage. Pour la Dr en biologie Elissa J. Cosgrove, « le cheval arabe présente un paradoxe au sein de la culture équestre. Pour ceux qui admirent la race, la tête gracieuse au front bombé et les yeux écarquillés sont la représentation iconique du cheval arabe. De plus, pratiquement tous les amateurs de chevaux peuvent réciter l'histoire de l'influence des étalons arabes dans la fondation de la race moderne du Pur-sang. Pour ses détracteurs, l'Arabe représente une race de chevaux trop consanguine avec une forte incidence de maladies autosomiques récessives héréditaires ». Cette influence supposée sur la race du Pur-sang (réfutée désormais par les études en génétique) constituait un dogme universellement admis à la fin du XIXe siècle et au début du XXe siècle, le Pur-sang étant perçu comme le seul descendant « pur » de l'Arabe. L'éleveuse de chevaux Lady Wentworth insiste fortement sur ce concept de « pureté du sang », dressant ainsi un parallèle entre l'aristocratie anglaise et cette race de chevaux.
L'anthropologue Christoph Lange analyse la sélection de la race de l'Arabe égyptien comme résultant d'une construction culturelle et sociale entre des investisseurs américains et européens, qui ont décidé « entre eux » de ce qu'un Pur-sang arabe pur égyptien « idéal » et « authentique » devrait être.

## Littérature religieuse

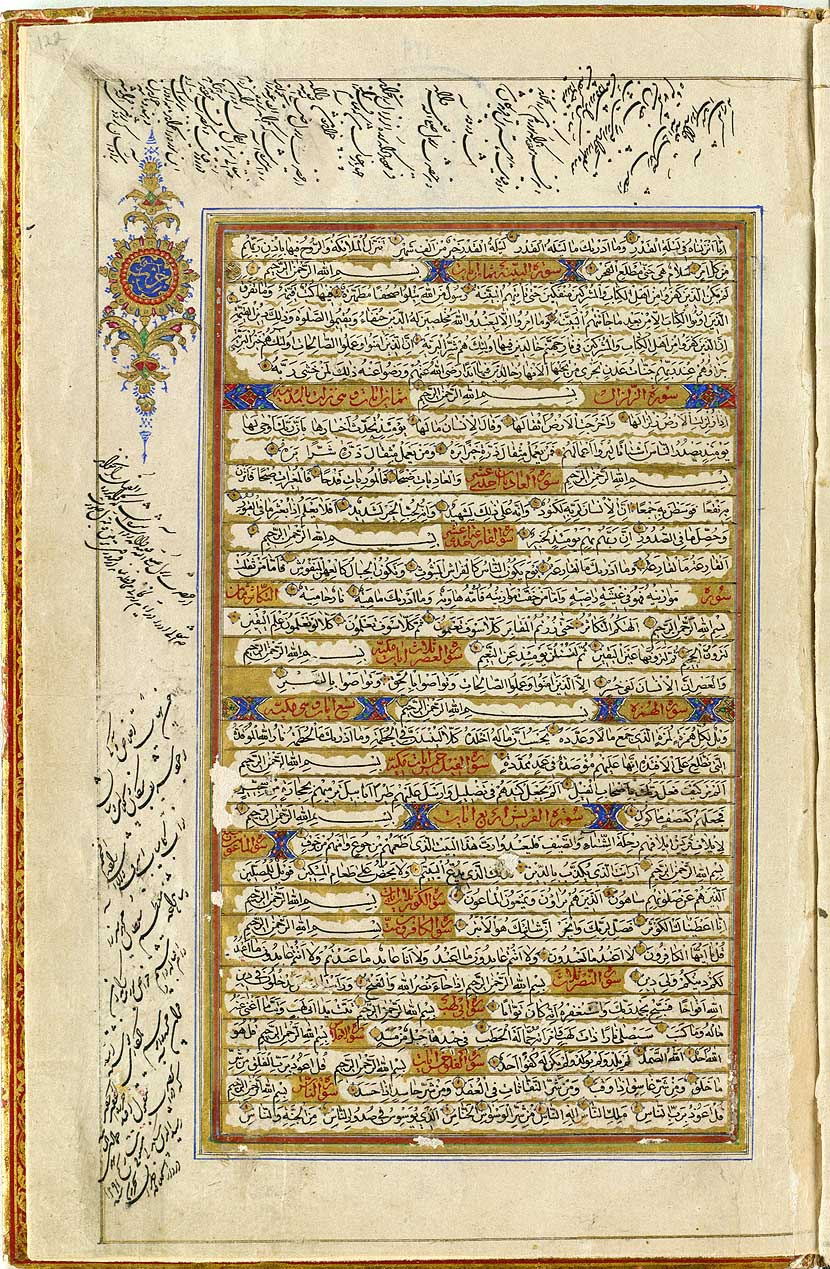
Texte de la 100e sourate du Coran, Al-Adiyat, d'après une édition datée de 1874

Le cheval est rapidement intégré à la mythologie islamique. Le Coran et les hadîths mentionnent des chevaux à plusieurs reprises, en accordant une importance considérable au cheval de bataille, comme en témoigne la 100e sourate, Al-Adiyat, où Dieu prend les chevaux à témoin de l'ingratitude des Hommes. Le rôle des chevaux et des ânes est explicité dans la sourate An-Nahl (Les Abeilles ; 16:8) : 
« الخيل والبغال والحمير لتركبوها وزينة »
— Coran, sourate 16 (An Nahl), verset 8.
        
« Et les chevaux, les mulets et les ânes, pour que vous les montiez, et pour l’apparat. »
Le Prophète inclut explicitement les beaux chevaux au nombre des biens dont les Musulmans se doivent de jouir.
Les hadîths incitant les Musulmans à élever des chevaux revêtent, selon l'historien franco-syrien Farouk Mardam-Bey, une importance historique particulière, dans la mesure où ils se traduisent par la constitution d'une cavalerie à l'origine de nombreuses victoires militaires. Il estime aussi que le hadîth suivant est resté particulièrement célèbre :
« الخَيْل مَعقُودٌ في نَوَاصِيهَا الخَيْر إلى يوم القِيامة »
— Ibn ‘Umar, Hadith rapporté par Malek, al-Bukhari, Muslem, an-Nasa'i et Ibn Majah

« Le bien est attaché au toupet des chevaux jusqu'au Jour de la résurrection. »
Abdullah ibn Abbas cite un hadith selon lequel Dieu a demandé aux hommes s'ils préfèrent le cheval ou le Bouraq ; ils ont choisi le cheval.

### Domestication par Ismaël
D'après Farouk Mardam-Bey, les traités d'hippologie arabes citent, presque sans variation depuis celui d'Hicham ibn al-Kalbi (737-819), qui cite lui-même Abdullah ibn Abbas (619-687), la même origine légendaire du cheval domestiqué et monté par Ismaël. Dieu fit sortir pour lui 100 chevaux de la mer, qu'Ismaël apprivoisa et fit se reproduire entre eux. Ibn Abbas conclut cette histoire par le fait que ces chevaux furent nommés ′irâb, soit « arabes ».

### Les chevaux du roi Salomon
Une autre origine légendaire citée dans les textes canoniques implique le roi Salomon, maître de mille chevaux hérités de son père le roi David, et venus notamment d'Arabie. Salomon donne son célèbre étalon Zâd-er-Râkib (« la provision / le viatique du cavalier ») à la tribu Banu Azd, venue d'Oman pour lui payer son tribut. Cet étalon légendaire permet à chaque expédition de chasse d'être couronnée de succès, devenant l'ancêtre de l'étalon Al-A'waj.

### Récits non-canoniques

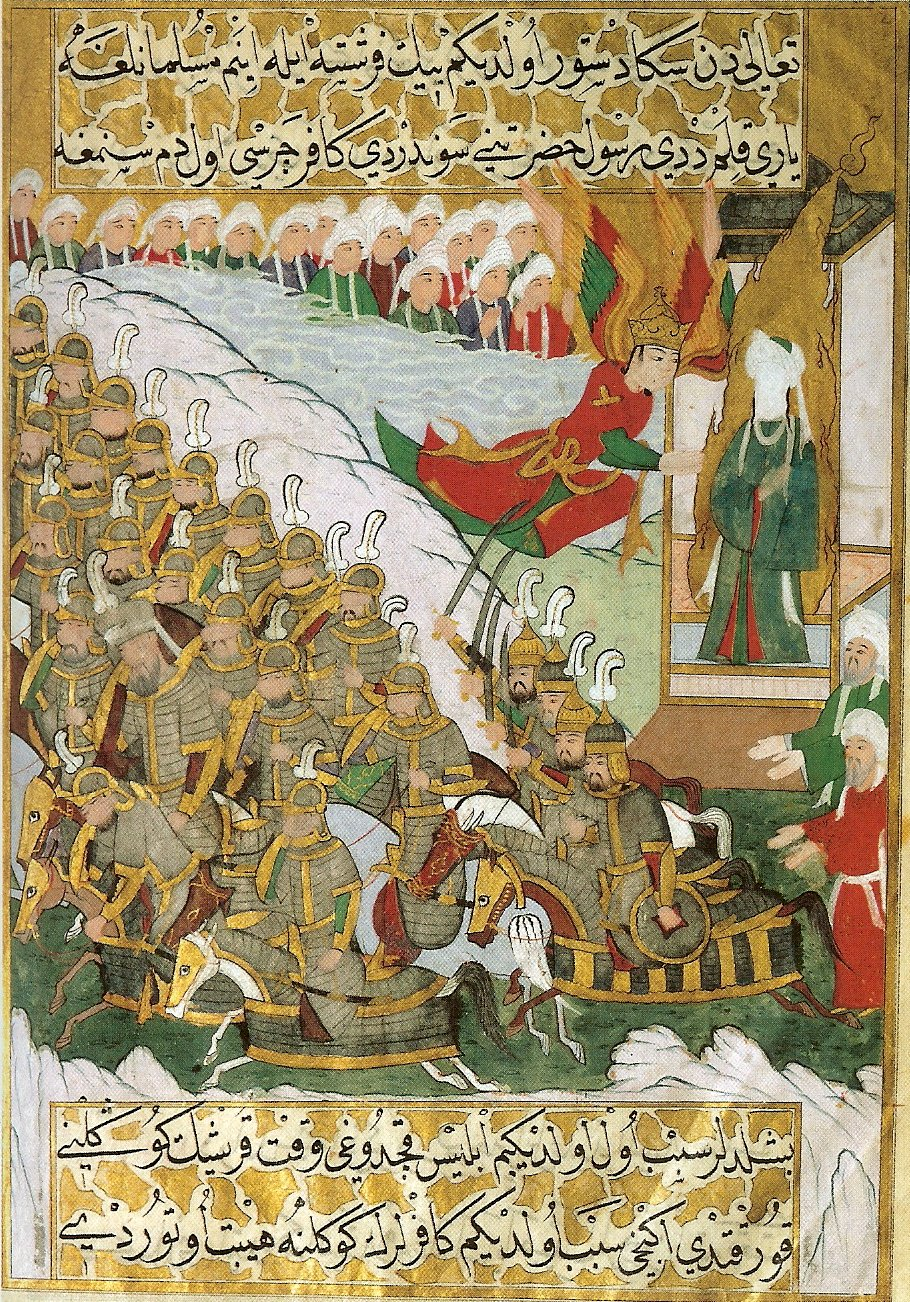
Le Prophète à la bataille de Badr, d'après le Siyer-i Nebi, XIVe siècle.

Il existe d'autres récits légendaires, qui ne figurent pas parmi les six corpus canoniques. Ce récit est cité comme étant un hadîth du Prophète, entre autres dans le Nâçerî, et figure dans Les Chevaux du Sahara :

« Au moment où la Majesté divine voulut créer le cheval, elle appela le vent du midi : « Je veux, lui dit-elle, créer de ta substance une créature nouvelle que je destine à être la puissance et la gloire de mes saints sur la terre, l'humiliation de mes ennemis, l'orgueil de ceux qui me serviront. » Dieu prit alors une poignée de vent et en créa le cheval, auquel ensuite il adressa ces paroles : « Je te nomme cheval (et je t'ai créé arabe) ; je t'établis une des gloires de la terre. Le bien-être et les succès sont noués et attachés à la crinière qui ombrage ton cou ; les butins sont rassemblés sur ton dos ; les richesses seront partout où tu seras ; je te donne pour te nourrir plus que je n'ai donné à tout autre des animaux domestiques ; je t'établis leur chef, leur roi ; je te donne le vol sans ailes ; tu seras pour l'attaque et tu seras pour la fuite. Un jour je placerai sur ton dos des hommes qui exalteront ma Majesté, exalte-moi avec eux, qui célébreront ma grandeur, magnifie-moi avec eux. »

— Abou Bakr Ibn Badr Eddîn Ibn El Moundir, Nâçerî.
La légende des cinq juments (Al Khamsa), bien que souvent racontée parmi les amateurs de chevaux arabes, constitue un récit tardif d'origine populaire et très postérieure à la fondation de l'Islam,. Certains éleveurs affirment que les montures modernes des Bédouins descendent de ces juments.
Selon cette légende, le prophète de l'Islam a choisi les juments fondatrices de la race pour leur courage, leur résistance et leur loyauté. Il existe des variantes dans le récit, mais l'une des plus communes raconte qu'après un long et pénible voyage à travers le désert, le Prophète dirigea sa harde de chevaux assoiffés vers une oasis. Tous les animaux se mirent à galoper en désordre vers le point d'eau, quand il leur donna l'ordre de revenir vers lui. Seules cinq juments répondirent à son appel. Pour les récompenser de leur loyauté, il fit de ces juments ses favorites, et les nomma Al Khamsa ar Rasul Allah (« les Cinq du Prophète de Dieu »).
Ces juments devinrent les cinq fondatrices des cinq premières lignées du cheval Arabe,. Au XIXe siècle, les éleveurs de chevaux de Dongola (notamment Nubiens) affirment que cette race descend elle aussi de l'une des juments sacrées du Prophète et de ses compagnons.

## Poésie
La poésie arabe est l'une des plus riches au monde. L'orientaliste et islamologue Pr Mikhaïl Piotrovski estime qu'« aucune littérature au monde ne possède des descriptions de chevaux aussi inspirées et aussi merveilleuses que la poésie arabe ancienne ». D'après le Dr en littérature arabe Samir Pourianpour, les descriptions de chevaux font appel à un vocabulaire visuel extrêmement varié, et à de nombreuses références à l'origine arabe de ces animaux.
La poésie pré-islamique aborde déjà la question de l'origine du cheval,. Selon Farouk Mardam-Bey, les bédouins jâhilites (pré-islamiques) lui prêtent attention en raison de sa place dans leur mode de vie, avec « plus ou moins d'insistance ». Les thématiques majeures en sont la noblesse des origines, la beauté et la rapidité du cheval. Un canon esthétique est évoqué dans les ouvrages publiés aux VIIIe et IXe siècles, notamment la finesse du bout du nez et de la bouche, associée à des naseaux larges. Des métaphores le comparent à l'eau, et à l'oiseau. Ces poèmes peuvent être difficiles à traduire en langue française :
Parfois, je pars avant l'aube sur un cheval

Svelte comme une gazelle, paturons inclinés

Toujours agile, qu'il aille à l'amble

Ou qu'il trotte, on dirait un renard
— Imrou'l Qays, Abû 'Ubayda, p. 119. Traduction française de Farouk Mardam-Bey
Imrou'l Qays compare aussi le cheval à un rocher dévalant un torrent, pour souligner à la fois son impétuosité et sa solidité. Al-Nābiġa al-D̠ubyānī associe la rapidité de Salomon sur ses ennemis à sa monture, qui « exalte la grandeur de Salomon ». Les chevaux sont décrits comme n'obéissant qu'à leurs maîtres.
La majorité des poèmes louent les qualités du cheval pour la guerre et la chasse, plus rarement pour la course. Ces poèmes inspirent à leur tour des textes en prose et des encyclopédies mameloukes.
À l'époque d'Aboû Nouwâs, le cheval arabe jouit d'un prestige important, et se forme par croisement entre différentes souches de chevaux présentes sur les territoires du califat islamique. Ce poète liste longuement les activités qui font souffrir ou qui avilissent le cheval, au besoin par l'ironie.

### Métaphores liées au vent
De nombreuses métaphores arabes comparent le cheval au vent, en premier lieu le récit de sa création par Dieu à partir d'une poignée de vent. Aboû Nouwâs décrit le « cheval de vent », comme étant celui à l'encolure fine, tendue pour la course. Le Dr vétérinaire marocain Yassine Jamali cite le surnom fréquent de « Buveur de vent » ou « Buveur d'air » donné à l'époque coloniale aux chevaux d'Afrique du Nord, dans les régions bordant le Sahara, notamment par l'émir Abdelkader ibn Muhieddine, qui leur accorde sa préférence :

« Le buveur d'air est au combat le premier sur l'ennemi ; après la victoire, le premier au pillage, et, en cas de défaite, le premier loin du danger. »

— Abdelkader ibn Muhieddine, Les Chevaux du Sahara
Cette expression est citée dans un poème algérien, paru en 1864 :

« Mon cheval est le seigneur des chevaux ;

Il est bleu comme le pigeon sous l'ombre,

Et ses crins noirs sont ondoyants ;

Il peut la soif, il peut la faim ; il devance le coup d’œil,

Et, véritable buveur d'air,

Il noircit le cœur de nos ennemis,

Au jour où les fusils se touchent.

Mebrouk est l'orgueil du pays »

— Mœurs et coutumes de l'Algérie : Tell, Kabylie, Sahara.
Dans de nombreux ouvrages vulgarisés et/ou illustrés,,, ainsi que dans des romans, l'expression « Buveur de vent » désigne la race Arabe.

## Iconographie musulmane
Les représentations figurées d'êtres vivants sont globalement rares dans le monde musulman, qui privilégie la calligraphie et les représentations géométriques.
Dans l'art pictural, d'après la conservatrice générale du patrimoine au musée du Louvre Marthe Bernus-Taylor, après avoir été représenté sous forme symbolique, le cheval arabe fait l'objet de portraits à partir du XVe siècle, parfois avec autant de soins que s'il s'était agit d'un être humain, tout particulièrement en Iran.

## «Arabomanie» européenne

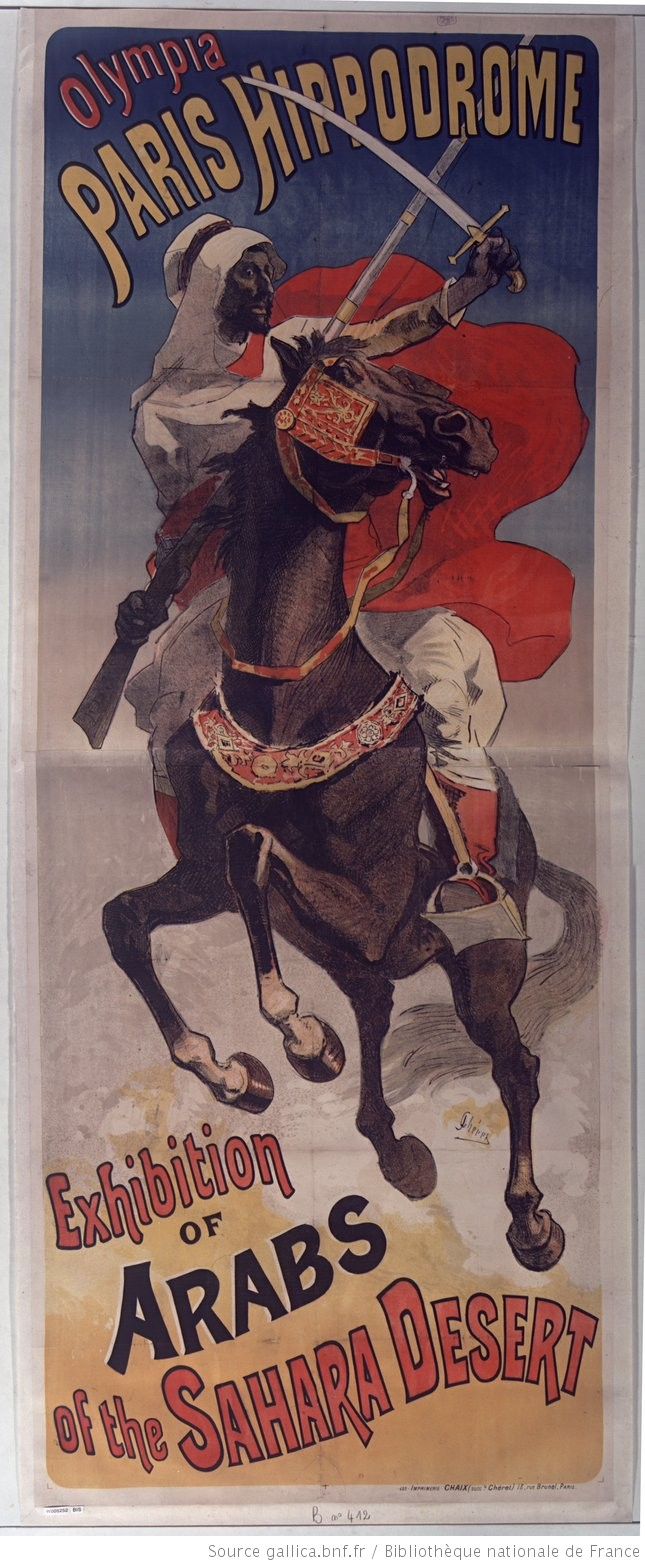
Affiche pour une « exhibition d'Arabes » à Paris, 1887, dessinée par Jules Chéret.

L'introduction du cheval oriental (venu d'Afrique du Nord et de l'Empire ottoman) influence durablement la culture et la tradition équestres des Îles Britanniques, d'après la docteur en littérature Donna Landry, qui cite notamment en exemples le peintre anglais George Stubbs, ainsi que le livre 4 des Voyages de Gulliver,.
D'après l'historienne de l'art Christine Peltre, si George Stubbs réalise déjà des portraits de chevaux et de cavaliers arabes au XVIIIe siècle, c'est surtout la campagne d'Égypte de Napoléon Bonaparte qui installe durablement le cheval arabe dans le paysage artistique européen, en particulier parmi les artistes français. Ces artistes du mouvement orientaliste le représentent à partir du début du XIXe siècle. En 1851 paraît Les Chevaux du Sahara, ouvrage zootechnique qui inspire de nombreux artistes, et témoigne de leur intérêt pour cette littérature spécialisée.

### Cheval arabe dans la peinture
Antoine-Jean Gros (1771-1835) est l'un des premiers peintres français à le décrire. Il inspire Théodore Géricault, qui copie certains de ses tableaux.
Eugène Delacroix voyage au Maroc en 1832, prenant de nombreuses notes ; Théodore Chassériau se rend en Algérie en 1846, et réalise des croquis minutieux. En 1839, Horace Vernet et Frédéric Goupil-Fesquet visitent l'Égypte. Vernet expose en 1848 les portraits de Feridjen, étalon arabe, et de Mustazara, jument arabe.  Alfred de Dreux, surnommé « le peintre du cheval », réalise le portrait de divers étalons de Napoléon III, tels que Nizam, cheval arabe, et Ali, cheval arabe égyptien.
Eugène Fromentin s'inspire des chasses à cheval au faucon et au lévrier. Jean-Léon Gérôme sculpte en 1897 un bronze de Napoléon monté sur un cheval arabe.

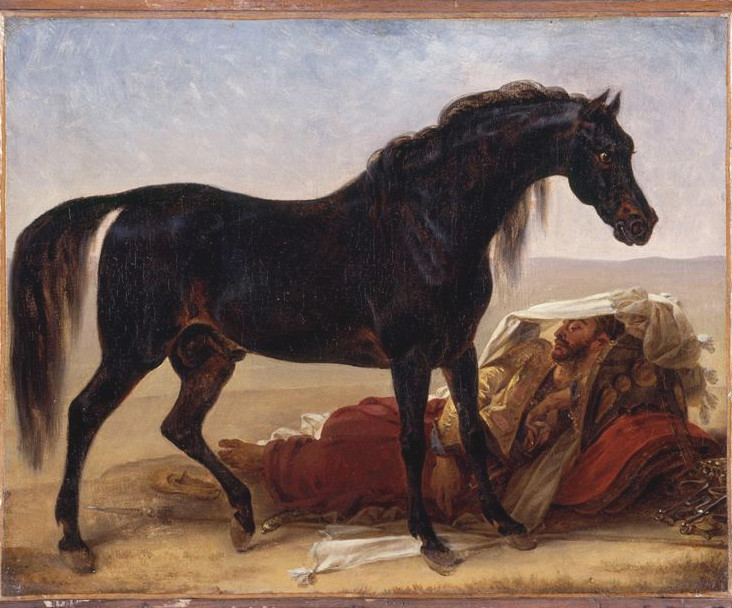
Cheval arabe, Antoine-Jean Gros, 1817.
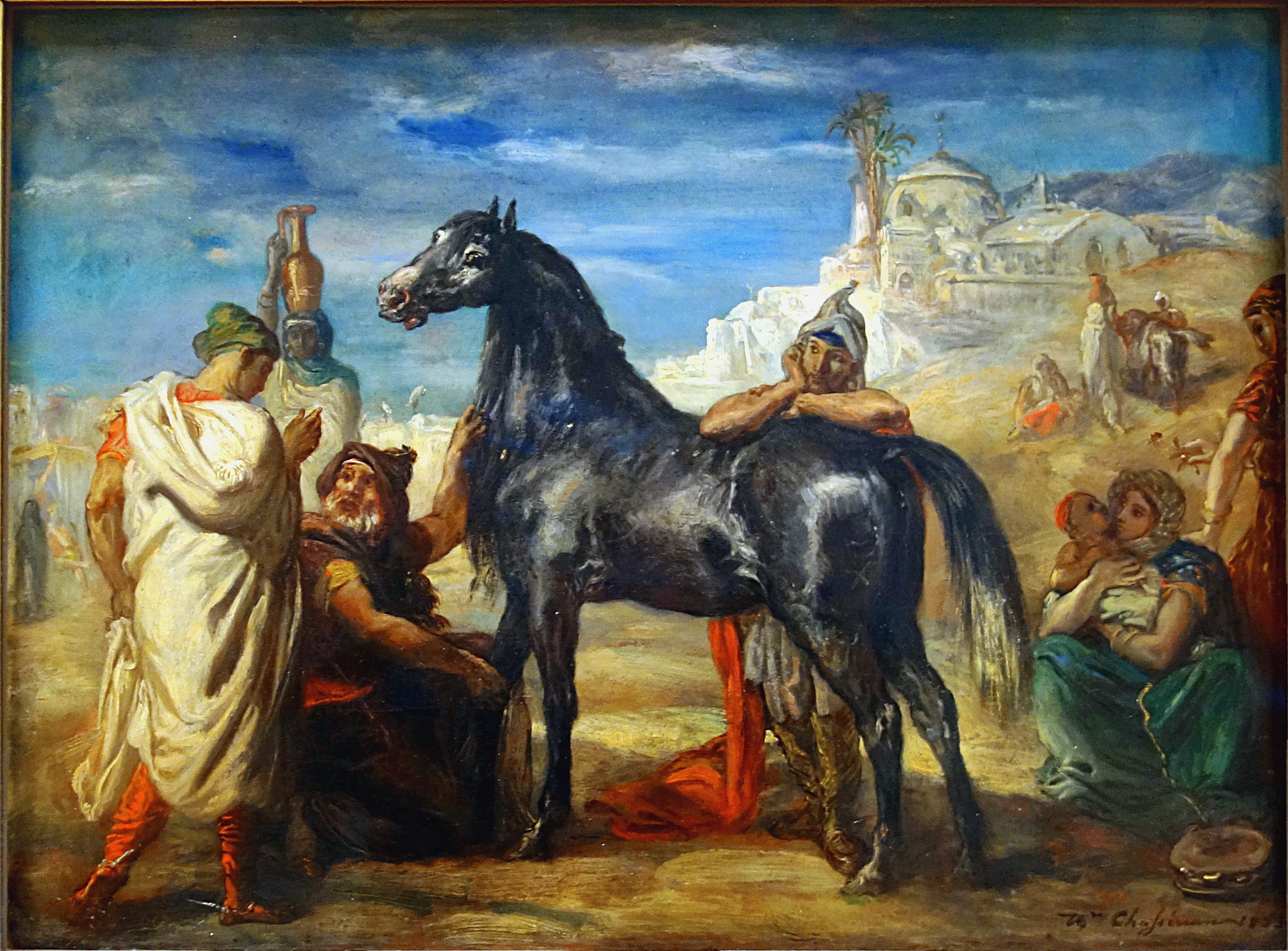
Marchand arabe présentant une jument, Théodore Chassériau, 1853.
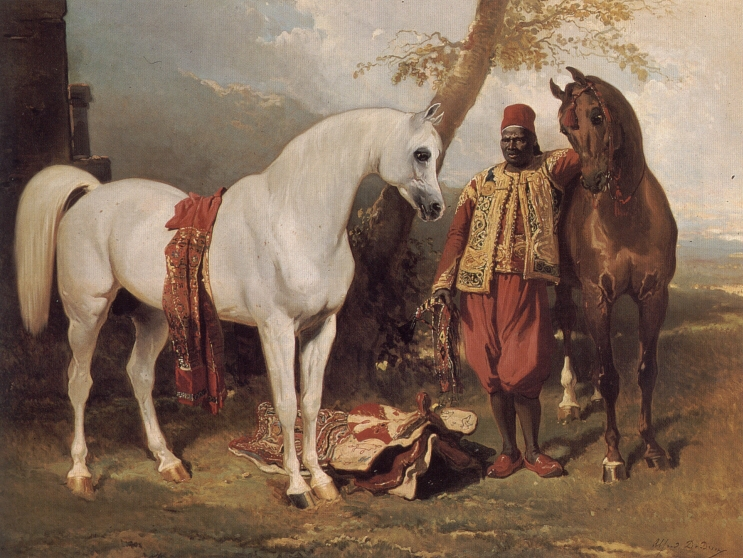
Les étalons d'Abd-El-Kader, Alfred de Dreux, 1858.
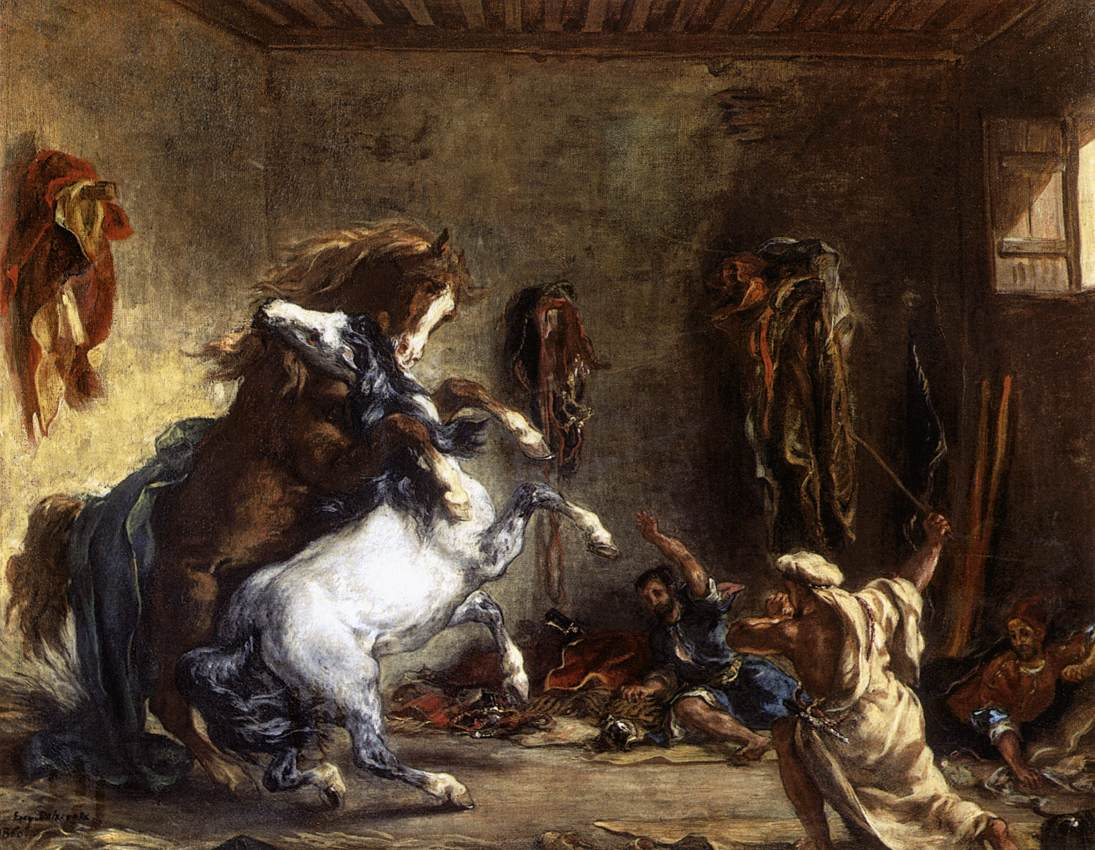
Chevaux arabes se battant dans une écurie, Eugène Delacroix, 1860

Bien qu'ils prétendent s'inspirer de la culture orientale, ces tableaux sont nourris de références occidentales, antiques, voire de l'Ouest américain. Les critiques d'art de l'époque comparent fréquemment les chevaux de ces tableaux à la statuaire grecque. 

## Fictions littéraires

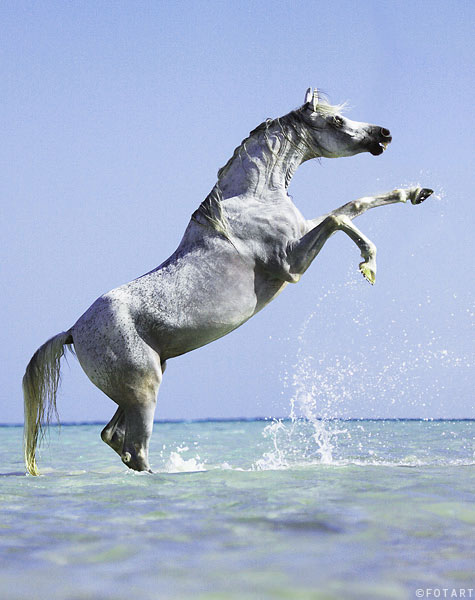
Photographie artistique d'un Arabe égyptien, par Artur Baboev.

La série de romans jeunesse L'Étalon noir (1941 - 1983), de l'écrivain américain Walter Farley, met en scène un cheval arabe noir d'une grande beauté, nommé Black, et ses descendants. Black est « l'un des animaux de fiction les plus persistants et les plus populaires jamais créés », selon l'éditrice et critique littéraire Anita Silvey.
D'après The Oxford Encyclopedia of American Literature, L'Étalon noir est de loin l'œuvre littéraire pour la jeunesse la plus connue dans l'univers du cheval dans le monde occidental, depuis le milieu du XXe siècle. L'historienne Margaret E. Derry estime que l'immense succès de ces romans joue un rôle important dans l'intérêt porté à la « pureté » et à l'authenticité de la race, ainsi que dans sa diffusion aux États-Unis, les lecteurs de L'Étalon noir arrivant à l'âge adulte dans les années 1980 en « réalisant leur rêve » d'acquérir un tel cheval, ce qui correspond à l'envolée des prix sur le marché américain.

## Fictions cinématographiques
L'Arabe est bien représenté au cinéma. L'acteur Rudolph Valentino monte un étalon du ranch de Kellogg, Jadaan, dans le film de 1926 Le Fils du cheik. La race apparaît dans Ben-Hur, sorti en 1959. Le film L'Étalon noir, tiré du premier roman du même nom et sorti en 1979, met en vedette l'étalon Cass-Olé. Hidalgo (2005) présente la course d'un Paint Horse américain et de son cow-boy contre les meilleurs chevaux arabes montés par des Bédouins dans le désert,. Présenté aux États-unis comme inspiré de faits réels, il n'est pas cohérent avec la culture arabe, notamment à travers l'existence d'une course d'endurance panarabique (l'océan de feu) qui serait très improbable sinon impossible localement, et en raison de certaines scènes, telles que le suicide d'un cavalier arabe après sa chute de cheval,.
Le film d'animation Valse avec Bachir (2008), qui a pour cadre l'Intervention militaire israélienne au Liban de 1982, présente dans une scène des chevaux arabes blessés qui s'effondrent au sol et meurent, figurant la mort de Palestiniens.
Au Maghreb, le cinéma a longtemps été un instrument colonial pour l'éducation, avant sa réappropriation locale. Le cinéma algérien fait ainsi fréquemment appel au cheval dans un genre cinématographique qui devient un sous-genre du western, en mettant en scène un justicier solitaire qui rétablit l'ordre, notamment en luttant contre des tyrans français ou féodaux. Dans le film algérien Le vent du Sud (1975), le propos est souvent traduit en métaphores visuelles, notamment quand Nafisa monte à cheval et s'enfuit dans les montagnes pour échapper à un mariage forcé. Le film marocain Les Chevaux de Dieu (2012) reprend dans son titre une métaphore de la tradition du djihad.

## Œuvres artistiques récentes
La sculpteuse franco-algérienne Marine Oussedik a fait du cheval arabe son sujet favori.

## Marques, enseignes et mascottes

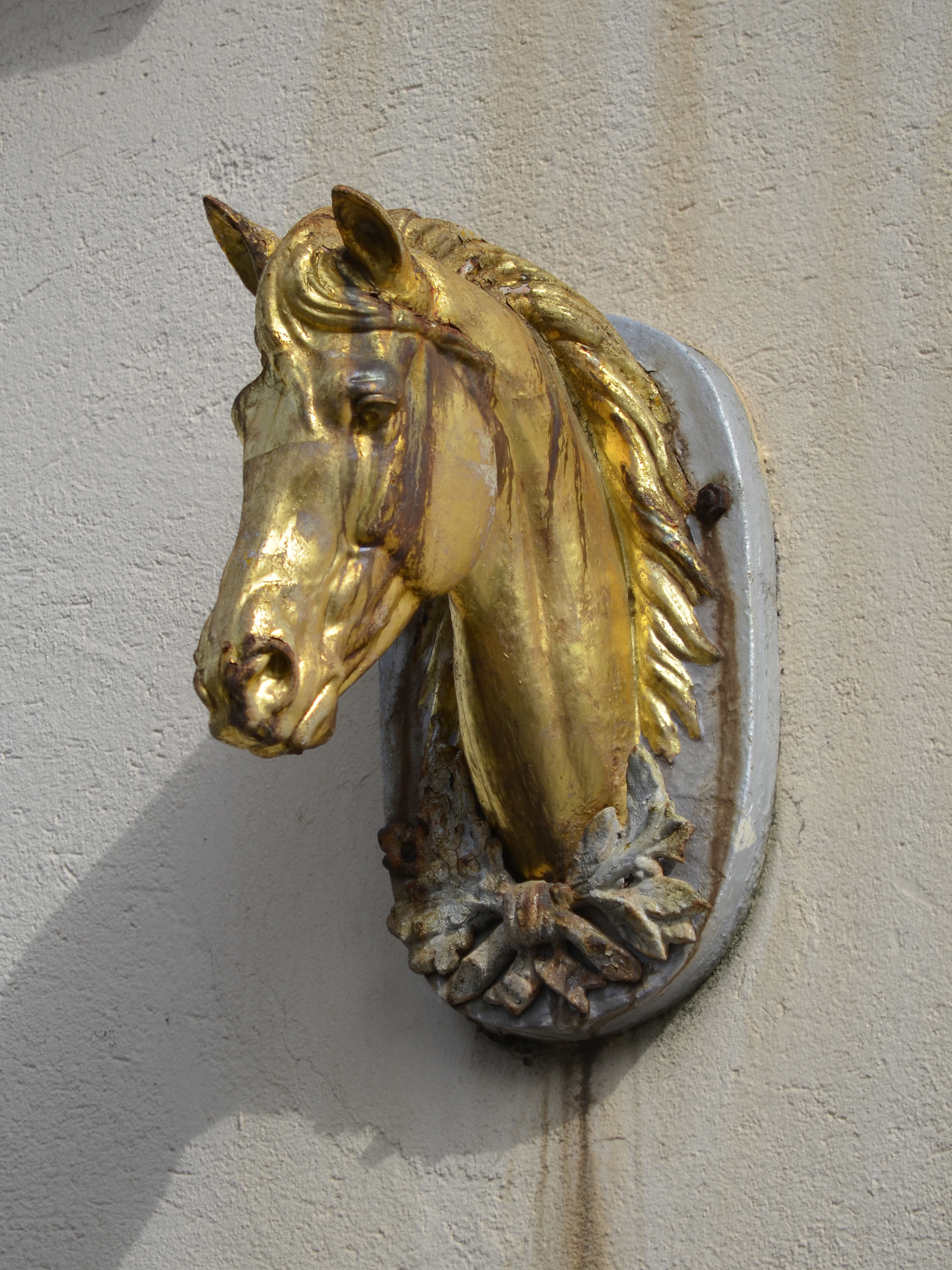
Tête de cheval servant d'enseigne à une boucherie chevaline en Vendée.

Le modèle-type du cheval des enseignes des boucheries chevalines françaises est, d'après l'ethnologue Bernadette Lizet, un « fin coursier » rappelant l'Arabe (notamment de par son profil de tête).
Le cheval Arabe est la mascotte de plusieurs équipes de football américain, pour lesquelles il réalise des activités qui attirent les foules sur le terrain et en dehors. L'une de ces mascottes est Traveler, cheval de l'équipe USC Trojans football de l'Université de Californie du Sud. Thunder est le nom de scène de l'étalon Arabe J B Kobask, mascotte des Broncos de Denver de 1993 jusqu'à sa retraite en 2004, où il est remplacé par le hongre arabe Winter Solstyce, qui prend le nom de scène « Thunder II ». L'Université d'État polytechnique de Californie à Pomona a régulièrement fait appel aux cavaliers du W.K. Kellogg Arabian Horse Center pour le Tournoi de la parade des roses, qui se tient chaque année à Pasadena, en Californie.